# Gråbröstad skogsgärdsmyg
Gråbröstad skogsgärdsmyg (Henicorhina leucophrys) är en fågel i familjen gärdsmygar inom ordningen tättingar.

## Utseende och läte
Gråbröstad skogsgärdsmyg är en mycket liten, stubbstjärtad gärdsmyg. Karakteristiskt är kraftigt streckat ansikte, grått bröst och djupt mörkbrun ovansida. Vanligaste lätet är ett hårt grälande skallrande, medan sången är varierad, fyllig och visslande.

## Utbredning och systematik
Gråbröstad skogsgärdsmyg har en mycket vid utbredning från Mexiko till Bolivia. Den delas in i tolv underarter med följande utbredning:
- mexicana-gruppen
  - Henicorhina leucophrys festiva – västra Mexiko (molnskogar i västra Michoacán och Guerrero)
  - Henicorhina leucophrys mexicana – östra Mexico (San Luis Potosí i Puebla, Veracruz och norra Oaxaca)
  - Henicorhina leucophrys castanea – längst ner i södra Mexiko (Chiapas) och norra Guatemala
  - Henicorhina leucophrys capitalis – södra Mexiko (västra Chiapas) till västra Guatemala och El Salvador
  - Henicorhina leucophrys collina – högländer i Costa Rica och västra Panama (Chiriquí och Veraguas)
- Henicorhina leucophrys brunneiceps – Anderna i sydvästra Colombia till nordligaste Ecuador (Imbabura)
- Henicorhina leucophrys bangsi – subtropiska och övre tropiska Santa Marta-bergen (nordöstra Colombia)
- Henicorhina leucophrys manastarae – Serrania de Perijá (Colombia/Venezuela)
- Henicorhina leucophrys meridana – Andernas östsluttning i Colombia och västra Venezuela
- Henicorhina leucophrys venezuelensis – subtropiska kusten vid kordiljären i norra Venezuela (Lara till Miranda)
- Henicorhina leucophrys hilaris – subtropiska berg i Ecuador
- leucophrys-gruppen
  - Henicorhina leucophrys leucophrys – Anderna från Colombia till Ecuador och Peru
  - Henicorhina leucophrys boliviana – subtropiska berg i västra Bolivia (Cochabamba, La Paz och Santa Cruz)

Tidigare behandlades santamartaskogsgärdsmyg (H. anachoreta) som en underart till gråbröstad skogsgärdsmyg.

## Levnadssätt
Fågeln hittas i fuktiga bergsskogar, särskilt i områden med tät undervegetation där den är notoriskt svår att få syn på.

## Status och hot
Arten har ett stort utbredningsområde, men tros minska i antal, dock inte tillräckligt kraftigt för att den ska betraktas som hotad. Internationella naturvårdsunionen IUCN listar arten som livskraftig (LC).